# Tadeusz Skorulski
Tadeusz Skorulski (ur. 12 września 1925 w Białymstoku, zm. 16 maja 1995 we Wrocławiu) – polski aktor teatralny, filmowy i radiowy.

## Życiorys
Aktorstwa uczył się w studium teatralnym przy Teatrze Miejskim w Białymstoku oraz występując w Wojewódzkim Teatrze Objazdowym w Ełku. W sezonie 1948/1948 otrzymał angaż w białostockim teatrze, natomiast w sezon 1948/1949 spędził na deskach Teatru Powszechnego w Łodzi. Następnie przeniósł się do Wrocławia gdzie mieszkał aż do śmierci, występując w Teatrach Dramatycznych (1949-1969), Teatrze Polskim (1969-1991) oraz na scenie Teatru Młodego Widza (1953-1954). Wystąpił również w siedmiu spektaklach Teatru Telewizji (1969-1992) i dziewiętnastu audycjach Teatr Polskiego Radia (1955-1977).

### Nagrody
- 1951 - wyróżnienie za rolę Rysia w spektaklu "W Błędomierzu" Jarosława Iwaszkiewicza na Festiwalu Polskich Sztuk Współczesnych we Wrocławiu
- 1983 - Nagroda Towarzystwa Przyjaciół Teatru we Wrocławiu z okazji Międzynarodowego Dnia Teatru

## Wybrana filmografia
- Cień (1956) - członek bandy "Malutkiego"
- Czterej pancerni i pies (1966) - żołnierz radziecki (odc. 1)
- Sami swoi (1967) - żołnierz radziecki
- Legenda (1970) - żołnierz oddziału partyzanckiego
- Gruby (1972) - Czerny, kapitan milicji (odc. 6, 7)
- Wielki bieg (1981) - mężczyzna w pociągu
- Wyjście awaryjne (1982) - taksówkarz
- Wielki Szu (1982) - notariusz
- Popielec (1982) - Ślączka (odc. 8, 9)
- Trapez (1984) - urzędnik z "centrali" (odc. 1, 2, 4)
- Na kłopoty… Bednarski (1986) - dwie role:
  - przedstawiciel polskiej służby dyplomatycznej (odc. 1)
  - trener w klubie zapaśniczym (odc. 5)
- Kryptonim „Turyści” (1986) - Erwin Masny (odc. 1 - 3)
- Konsul (1989) - wytwórca pieczątek

Źródło